# Atylus bruggeni
Atylus bruggeni är en kräftdjursart som först beskrevs av Gurjanova 1938.  Atylus bruggeni ingår i släktet Atylus och familjen Dexaminidae. Inga underarter finns listade i Catalogue of Life.